# Gajševci
Gajševci este o localitate din comuna Križevci, Slovenia, cu o populație de 49 de locuitori.